# 大日本婦人会
大日本婦人会（だいにほん/にっぽんふじんかい、旧字体：大日本婦󠄁人會）は、太平洋戦争期の大日本帝国の女性団体である。

## 設立まで
第二次世界大戦以前の日本には1901年に結成された内務省・厚生省系の愛国婦人会、1931年に設立された文部省系の大日本連合婦人会、1932年に発足した陸軍省・海軍省系の大日本国防婦人会が存在した。
1941年の第76議会において陸軍より婦人団体の統合が提起され、各団体の所管官庁、軍部が協議を重ねた上で、同年6月10日の定例閣議において新たな婦人団体への統合要綱が閣議決定された。要綱では新たな婦人団体の目的として「日本伝統の婦道を修練し、修身、斉家、奉公の実を挙ぐる」ことを定め、団体の事業として婦徳の修練、家庭生活非常準備の確立、子女の養育、家族の保健その他、家庭生活の整備、家庭教育の振興、国防訓練、軍人援護、隣保相扶等を掲げた。
この政府の統合要綱に基づき、大政翼賛会が中心となり準備委員会が結成され、同年8月までの討議の中で新団体の名称を「大日本婦人会」とすることが決定した。

## 団体の活動
1942年2月2日、大日本婦人会が発足された。「国防思想ノ普及」「家庭生活ノ整備刷新」「国防ニ必要ナル訓練」などを掲げ、全階層の女性を国家総力戦体制に動員することをめざして活動した。対象は未婚で満20歳未満の者を除くすべての女性を会員とした。会費は1人年額60銭で、政府や地方官庁から補助金が支給された。機関誌『日本婦人』を発行した。大政翼賛会の下部組織に位置付けられ、陸軍省・海軍省・内務省・文部省・厚生省・拓務省の共同所管下に置かれた。
1942年10月に大日本婦人会歌を制定し、戸倉ハルの振り付けによるダンスも作られた。

## 解散へ
1945年3月24日、国民義勇隊の編成が閣議決定され、大政翼賛会が解散されることとなった。これを受け6月13日大日本婦人会は解散し、国民義勇隊女子隊に改組編入された。